# تفجير يو إس إس كول
تفجير يو إس إس كول كان تفجير انتحاري وقع ضد المدمرة الأمريكية يو إس إس كول في 12 أكتوبر 2000 بينما كانت ترسو على ميناء عدن اليمني. وأسفر الهجوم عن مقتل 17 بحار أمريكي.

## الأحداث
في 12 أكتوبر 2000 نُفِّذَت إحدى العمليات الأنتحارية على ناقلة عسكرية أمريكية بحرية USS Cole في ميناء عدن في اليمن وكانت الناقلة راسية في المياه اليمنية لغرض التزويد بالوقود. في الساعة 11:18 قبل الظهر بتوقيت عدن اقترب قارب صغير من الناقلة واصطدمت بها محدثا انفجارا خلف فتحة بطول 12 متر على جانب الناقلة وقتل 17 من الملاحين وتم إصابة 39 آخرين بجروح وتم فيما بعد اكتشاف أن منفذي العملية إبراهيم الثور وعبد الله المساواة كانوا أعضاء في منظمة القاعدة. بعد أكثر من سنتين وبالتحديد في 3 نوفمبر 2002 أطلقت عناصر من وكالة المخابرات الأمريكية النار على سيارة كانت تقل أبو علي الحارثي وأحمد حجازي على الأراضي اليمنية حيث اعتبرت الوكالة الاثنين من المخططين الرئيسيين للعملية.

## تداعيات
في 1 نوفمبر 2000 منعت السلطات الأمنية هبوط طائرات عمودية أمريكية في مطار عدن، وفي 6 نوفمبر منعت سلطات المطار مروحية عسكرية أمريكية من الهبوط في ثاني حادث من نوعه خلال اسبوع وسبق لليمن أن أصدر انذارا للطائرات الحربية الأمريكية في الاسبوع الذي سبقه بعدم دخول أجوائه لانها ستكون أهدافا معادية، بعد قيام إحدى المروحيات بالتحليق قرب الشواطئ ومحاولاتها الهبوط في أحد المطارات.
وبعد خمس سنوات قال الرئيس علي عبد الله صالح في 1 ديسمبر 2005 أن الولايات المتحدة الأمريكية، كانت تنوي احتلال مدينة عدن اليمنية، إثر استهداف مدمرتها «يو أس أس كول» الأمريكية، إلا أنه تم منعها بالوسائل الدبلوماسية.

## أحداث
في 7 يوليو 2004 بدأت، في صنعاء، محاكمة المتهمين بتفجير المدمرة الأمريكية، «كول»، في سواحل عدن، عام 2000.
وفي 29 سبتمبر من نفس العام قضت محكمة يمنية بإعدام المتهمَيْن الرئيسيَّين بتفجير المدمرة الأمريكية «يو. اس. اس. كول»، في ميناء عدن، في 12 أكتوبر 2000. كما حكمت بالسجن على أربعة من المتهمين، لمدد راوحت بين 5 و10 سنوات.

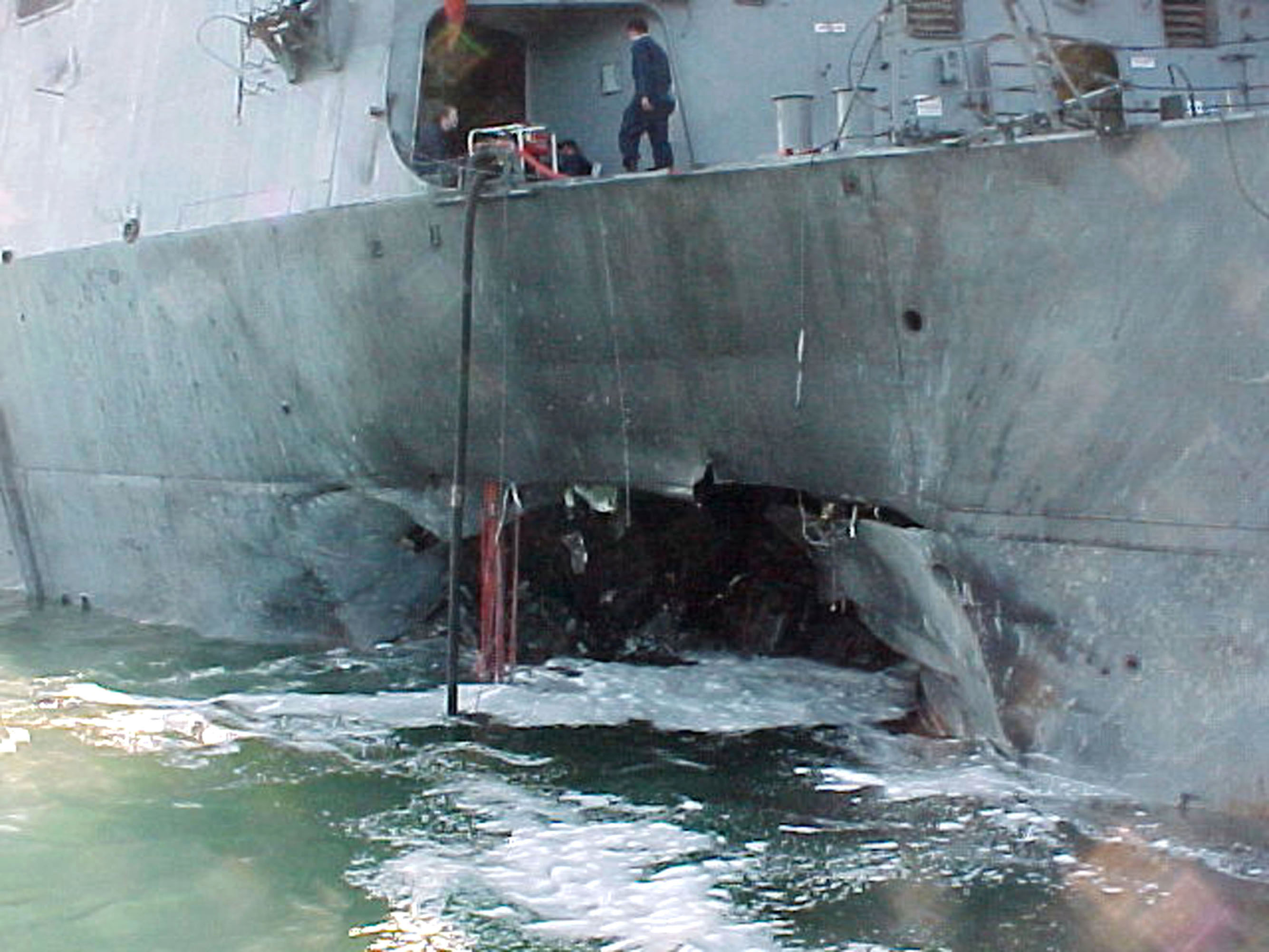
المدمرة يو إس إس كول بعد التفجير

## وصلات خارجية
- Detailed information and timeline
- Department of Defense Casualty release
- U.S. Navy and Marine Casualties in Wars, Conflicts, Terrorist Acts, and other Hostile Acts
- Probe of USS Cole Bombing Unravels واشنطن بوست 4 May 2008